# 马文东
马文东（1919年10月—2017年10月10日）男，直隶（今河北）安平人，中华人民共和国政治人物，曾任云南省人大常委会副主任。

## 生平
1933年7月，马文东参加革命并加入中国共产党。1937年10月起，先后担任冀中人民自卫军连指导员、团干事、科长。1939年3月，为抗大二分校学员。1939年10月起，历任冀中军区政治部、讨逆前方指挥部统计科副科长、宣传科科长，冀中军区二十七团政治部主任、党总支书记，晋绥军区司令部秘书，晋绥军区离石支队政治部主任，晋绥军区独二旅宣传科科长、组织科科长，军事调处执行部第一小组组员，中国人民解放军第一野战军司令部秘书。1948年10月起，历任晋南军区政治部组织部部长，晋绥军区政治部宣传部副部长，成都军管会外事处处长，川西行署区党委宣传部副部长，中共四川省委宣传部副部长。1954年12月起，历任中共云南省委宣传部代部长，文教部部长，中共云南省委副秘书长，秘书长。
在社会主义教育运动中，1962年12月21日，中共云南省委批转了《省委宣传部关于今冬明春在农村中进行社会主义教育的意见》。该文件是由中共云南省委秘书长梁浩布置，省委宣传部代部长马文东、该部的吴玉才和《云南日报》总编辑李孟北等人执笔起草。《意见》提出“不需要以阶级斗争为纲去开展一次社会主义教育的群众运动”。该文件报给中共中央、中共中央西南局后不久，西南局领导便认为该文件违背了中共八届十中全会精神。1963年5月2日至12日，毛泽东在杭州召集有部分中共中央政治局委员和中央局第一书记参加的小型会议，讨论在农村开展社会主义教育问题，毛泽东针对云南等地出现的不抓阶级斗争的想法和做法，在浙江省《一批干部参加劳动的材料》上加上“阶级斗争、生产斗争和科学实验,是建设社会主义强大国家的三项伟大革命运动”的批示，并在会议讲话中批评云南提出在农村开展社会主义教育运动中“不以阶级斗争为纲”，是“大胆的主观主义的假设，小心的主观主义的求证”。杭州会议制定的《关于目前农村工作中若干问题的决定（草案）》（简称“前十条”）后来经中共中央政治局通过，作为开展农村社会主义教育运动的纲领性文件印发全国。“前十条”重申了中共八届十中全会有关阶级斗争的提法，并提出“阶级斗争，一抓就灵”等口号。西南局随后传达了杭州会议精神及毛泽东对云南的批评。后来中共中央政治局委员、全国人大常委会副委员长彭真奉毛泽东指示视察云南等地。彭真离开云南后，中共云南省委于1963年6月2日召开省委扩大工作会议。会后，省委以于一川代表省委所作检查为基调，形成了《关于社会主义教育问题的检查报告》，于1963年6月20日呈中共中央、毛泽东及西南局。1963年6月28日，西南局对该《报告》作出批复。此后于一川、梁浩被当做云南“反右倾”的主要对象遭到批判和处理。 
1967年到1971年，马文东在“文化大革命”中受到冲击，先后在“五七”干校以及农村工厂劳动。1972年1月起，历任云南省科教局革委会副主任、党的核心小组副组长，云南省教育局革委会主任、党的核心小组组长，中共云南省委宣传部副部长，云南省科教办公室主任，云南省科委主任，云南省革命委员会副主任。1979年12月，任云南省人民政府副省长。1983年5月，任云南省人大常委会副主任。1989年10月离休。离休后享受省（部）长级待遇。
2017年10月10日，马文东在昆明病逝，享年99岁。